# Lijst van werken van Jacob Waben
Hieronder volgt een (incomplete) lijst met werken van de Hollandse kunstschilder Jacob Waben.
| Datering | Titel                                                                              | Type      | Verblijfplaats                                                             | Opmerking | Afbeelding |
| -------- | ---------------------------------------------------------------------------------- | --------- | -------------------------------------------------------------------------- | --- | ---------- |
| 1611     | Jacob van Foreest                                                                  | Portret   | Stedelijk Museum Alkmaar                                                   | |            |
| 1618     | Jan Martensz Merens (1574-1642)                                                    | Portret   | Westfries Museum, in bruikleen van de Rijksdienst Cultureel Erfgoed (1953) | |            |
| 1622     | Restauratie Gerechtigheidsdrieluik, met nieuwe schildering in het middelste paneel | Genrestuk | Westfries Museum                                                           | Het betreft het middelste paneel |            |
| 1622     | Grietje Jansdr.                                                                    | Portret   | Rijksmuseum Amsterdam                                                      | De tekst ÆTATIS · 34 / 1622 betekent dat Jansdochter 34 jaar oud was toen het werk in 1622 werd gemaakt. Olieverf op paneel.                                                                                               |            |
| 1622     | Allegorie met Vrouw Wereld                                                         | Genrestuk | Westfries Museum                                                           | In 2005 uit het museum gestolen en in 2014 in Oekraïne teruggevonden. |            |
| 1623     | Jan Pieterszoon Coen                                                               | Portret   | Westfries Museum                                                           | Pendant van het schilderij van Eva Ment |            |
| 1623     | Eva Ment                                                                           | Portret   | Westfries Museum                                                           | Pendant van het portret van J.P. Coen |            |
| 1624     | De ontmoeting van Jacob en Rachel bij de bron (Genesis 29: 9-12)                   | Genrestuk | Hermitage                                                                  | Het schilderij (olieverf op paneel) is in het midden op de steen gesigneerd: J Wabens fe 1624. Het stuk maakt deel uit van de P.P. Semenov-Tyan-Shansky collectie en is in 1915 opgenomen in de collectie van de Hermitage |            |
| 1625     | Terugkeer van Jefta                                                                | Genrestuk | Westfries Museum                                                           | In 2005 uit het museum gestolen en in 2014 in Oekraïne teruggevonden. |            |
| 1626     | Meyndert Merens                                                                    | Portret   | Westfries Museum                                                           | Geportretteerd in 1626 op 3-jarige leeftijd |            |
| 1629     | Jan Gerritsz. Jevel                                                                | Portret   | Onbekend                                                                   | Het portret is alleen in literatuur bekend, mogelijk pendant van portret van Susanna van Someren |            |
| 1629     | Susanna van Someren                                                                | Portret   | Westfries Museum                                                           | Mogelijk pendant van portret van Jan Gerritsz. Jevel, welk alleen van literatuur bekend is. |            |
| 1632     | Cornelis van Neck                                                                  | Portret   | Westfries Museum                                                           | Rechtsboven is het paneel gesigneerd en gedateerd: Ætatis [29:] / 1 6 2 6 / JWAB fe |            |
| 1632     | Catharina van Someren (1604-na 1632). Echtgenote van Jacob Veen                    | Portret   | Westfries Museum                                                           | Olieverf op doek |            |
| 1632     | Jacob Veen (1580-na 1632)                                                          | Portret   | Westfries Museum                                                           | Olieverf op doek |            |
| Onbekend | Historie van Joseph                                                                | Genrestuk | Sint-Pietershof                                                            | |            |